# Ellen Johnsonová-Sirleafová
Ellen Johnson Sirleaf (* 29. října 1938, Monrovia) je liberijská politička. Od 16. ledna 2006 do 22. ledna 2018 zastávala úřad prezidentky Libérie. Nastoupením do úřadu se stala první ženou v čele afrického státu vůbec. V roce 2011 získala společně s liberijskou mírovou aktivistkou Leymah Gbowee a jemenskou političkou a novinářkou Tawakkul Karman Nobelovu cenu míru.

## Biografie
V letech 1948 až 1955 studovala ekonomii na vysoké škole v Monrovii. Ve věku 17 let se provdala za Jamese Sirleafa, s nímž později odcestovala do Spojených států. Zde v roce 1961 pokračovala ve studiu na University of Wisconsin-Madison a na University of Colorado, Boulder, kde získala titul z ekonomie. Ve studiu ekonomie a veřejné politiky později pokračovala ještě na Harvardově univerzitě.
Po studiích v USA se vrátila do své rodné Libérie a v letech 1972 až 1973 byla náměstkyní ministra financí ve vládě Williama Tolberta. V letech 1979 až 1980 zastávala úřad ministryně financí.
12. dubna 1980 provedl Samuel Doe v Libérii vojenský státní převrat a Tolbert byl spolu s dalšími čtyřmi ministry zavražděn. Johnsonová-Sirleafová přijala zpočátku v nové vládě místo prezidentky Liberijské banky pro rozvoj a investice, ale ještě v roce 1980 ze země uprchla. Poté pracovala v USA pro Světovou banku a v roce 1981 přijala v Nairobi vysokou funkci v regionální Citibank. Pracovala rovněž pro OSN v Programu pro rozvoj Afriky až do roku 1997. Kontroverzně působí, že ze začátku liberijské války mohutně podporovala budoucího diktátora Charlese Taylora a jeho ozbrojené povstání proti Samuel Doe financovala. Ještě v průběhu války se distancovala od způsobu, kterým Taylor válku vedl. V roce 1997 poprvé kandidovala v prezidentských volbách v Libérii proti Taylorovi, se kterým se mezitím politicky rozešla. Skončila druhá se ziskem necelých 10 % hlasů.
Poté se vrátila k práci pro OSN a usilovala o sesazení Taylora. Po jeho svržení stanula v čele Strany jednoty, která ji nominovala do prezidentských voleb v roce 2005, ve kterých nečekaně zvítězila nad slavným fotbalistou Georgem Weahem. Mandátu se ujala 16. ledna 2006 jako vůbec první žena na africkém kontinentu. Během její vlády se výrazně snížil státní dluh Libérie (Sirleafová úspěšně vyjednává mazání dluhů, které vytvořili liberijští diktátoři a tudíž za ně nejsou Liberijci odpovědní), ekonomika Libérie roste v řádech několika procent ročně a bylo realizováno množství rozvojových projektů, které obnovují základní infrastruktury. Sirleafová je také mimořádně schopná vyjednávat rozvojovou pomoc. Dále prosadila zákon o svobodě informací, který Libérie přijala jako první stát v Africe a zavedla povinnou školní docházku. Jsou jí dokonce přisuzovány zásluhy za zachování míru v Libérii, ve které se ještě dlouho po skončení 24 let dlouhé války pohybovalo mnoho ozbrojených skupin. V roce 2010 byla časopisem Newsweek zařazena mezi deset nejlepších světových vládců. Časopis Time ji v témže roce zařadil mezi 10 nejvýznamnějších žen světa. V roce 2011 Libérie přijala přes 100 tisíc uprchlíků z Pobřeží slonoviny, ve kterém tou dobou probíhala občanská válka. Za největší kontroverzi ve funkci prezidentky se považuje její opakovaná obhajoba zákona proti sodomii, o němž není jasné, jestli diskriminuje homosexuály. Prohlásila o něm, že je součástí liberijské kultury.
V roce 2010 prohlásila, že bude znovu kandidovat na prezidentský úřad, čímž porušila slib, který složila při svém nástupu; odůvodnila to tím, že je potřeba v Libérii udělat ještě mnoho práce a nikdo jiný ji nemůže udělat lépe. V roce 2011 byla ve volbách potvrzena ve funkci prezidentky. Jejím protikandidátem byl Winston Tubman. V prvním kole zvítězila poměrem 43,9 ku 32,7. Tubman označil volby za zmanipulované a vyzval své příznivce, aby druhé kolo bojkotovali. Mezinárodní pozorovatelé jakékoli manipulace s volbami odmítli a demokratické státy Tubmana kritizovaly, že se pokouší v zemi rozpoutat chaos a zastavit demokratizaci země. Sirleafová ve druhém kole získala přes 90 % hlasů. Další kontroverzí v souvislosti s těmito volbami bylo udělení Nobelovy ceny míru Sirleafové několik dní před volbami, což bývá označováno za manipulaci veřejným míněním.
V prosinci 2021 zemřel ve svém sídle v Libérii za neznámých okolností James Sirleaf jeden ze synů Ellen Sirleafové.

## Vyznamenání a ocenění

### Řády a medaile
- komtur Řádu Mono – Togo, 1996[4]
- Prezidentská medaile svobody – USA, 5. listopadu 2007 – udělil prezident George W. Bush[5]
- velkokříž s řetězem Řádu bílé růže – Finsko, 2009[6]
- velkokříž Národního řádu Beninu – Benin, 9. září 2009 – udělil prezident Yayi Boni[7][8]
- velkokříž Řádu čestné legie – Francie, 7. listopadu 2012 – udělil prezident François Hollande
- řetěz Maltézského záslužného řádu – Suverénní řád Maltézských rytířů, 5. dubna 2014[9]
- velkokomtur Řádu welwitschie podivné – Namibie, 2018[10]

### Ostatní ocenění
- Freedom of Speech Award – Roosevelt Institute, 1988[11]
- Common Ground Award – Search for Common Ground, 2006[12]
- Africa Prize for Leadership for the Sustainable End of Hunger – The Hunger Project, 2006[13]
- David Rockefeller Bridging Leadership Awardd – Synergos, 2006[14]
- Golden Plate Award – Academy of Achievement, 2008[15]
- African Gender Award – 2011[16]
- Nobelova cena za mír – 2011[17]
- Cena Indiry Gándhíové – 2012[18]